# Batalha do Planalto Bósnio
A Batalha do Planalto Bósnio ou Batalha búlgaro-croata de 926 foi travada nas terras altas da Bósnia entre os exércitos do tsar búlgaro Simeão I, o grande vencedor da Batalha de Anquíalo contra os bizantinos dez anos antes, e o rei Tomislau da Croácia, o primeiro primeiro rei croata.
O monarca búlgaro, Simeão, era um homem sábio e capaz provido de um espírito incansável e insaciável. Ele passou a vida toda combatendo seus vizinhos para fortalecer seu país. Seu objetivo principal, contudo, era derrotar o Império Bizantino e tomar Constantinopla e, para isso, ele invadiu os Balcãs, pelo leste e pelo centro, diversas, ocupou a região da Sérvia e, finalmente, atacou a Croácia.

## Contexto
Depois de longas guerras e grandes sucessos que lhe deram o controle de quase todo o território bizantino na Europa, Simeão I foi coroado "Tsar de Todos os Búlgaros e Gregos" em Ácrida pelo recém-nomeado patriarca da Bulgária em 925. De acordo com os costumes da época, apenas o papa e o imperador bizantino poderiam conceder títulos reais ou imperiais e um imperador só podia ser coroado por um patriarca (inclusive o papa). O imperador bizantino Romano Lecapeno protestou furiosamente contra o que ele considerou uma usurpação do título imperial . O patriarca de Constantinopla, Nicolau I Místico, fez o mesmo. Simeão teve que prometer, em troca, reconhecer a primazia papal sobre a Igreja da Bulgária, o que João X aceitou, enviando uma missão solene liderada pelo cardeal Madalberto e por João, o ilustre duque de Cumas, à Bulgária. Eles chegaram no final do verão ou no início do outono de 926 levando uma coroa e um cetro, as insígnias que concederiam ao novo imperador da Bulgária.
Quando a missão papal chegou em Preslav, Madalberto iniciou as longas negociações com Simeão e os representantes da Igreja da Bulgária. É provável que Madalberto tenha convocado um sínodo de bispos da Bulgária como ele fez posteriormente em Split, na Croácia, quando voltava para Roma em 928. As negociações sobre os assuntos eclesiásticos concluíram com sucesso e o arcebispo Leôncio foi criado como "patriarca" em Preslav ainda durante o reinado de Simeão.

## Motivos imediatos
Enquanto isso, Simeão ostensivamente preparou a cerimônia de sua coroação no verão de 927. Mas, de repente, ele decidiu antes iniciar uma guerra contra o Reino da Croácia.
A razão pode ter sido a recepção dos fugitivos sérvios que o rei Tomislau protegeu em sua corte depois de terem sido expulsos do Principado da Sérvia. É muito mais provável, porém, que a razão principal era que Simeão, se coroado pelo legado papal, temia ser atacado pelo imperador bizantino e por Tomislau. Romano Lecapeno conseguira atraí-lo para uma aliança alguns anos antes entregando-lhe a Dalmácia bizantina e reconhecendo a coroa croata (o papa João X reconheceu Tomislau em 925). Durante o verão de 926, Tomislau enviou suas tropas para a Itália para expulsar os sarracenos da cidade bizantina de Siponto no Tema Longobardo. O ato pode ter sido suficiente para convencer Simeão que os croatas estavam de fato do lado dos bizantinos e que eles iriam apoiá-lo ativamente no futuro. Portanto, quando Simeão enviou enviou um grande exército contra eles, os búlgaros encontraram o exército de Tomislau na região montanhosa da Bósnia oriental.

## Batalha
De acordo com o imperador bizantino e historiador Constantino VII Porfirogênito, o rei Tomislau teria amealhado um enorme exército, com 100 000 soldados, 60 000 cavaleiros e 80 navios de guerras, o que é disputado. O tamanho do exército de Simeão é desconhecido, mas estava provavelmente entre 30 000 e 70 000 soldados liderados pelo duque (Roma Antiga)|duque Alogobotur.
As forças croatas foram lideradas pessoalmente pelo rei e devastaram completamente o exército búlgaro. Chave para o triunfo de Tomislau foi a escolha do terreno: os soldados croatas provavelmente estavam mais acostumados a lutar no terreno montanhoso do planalto bósnio. A habilidade militar do rei croata e o uso efetivo de sua cavalaria provavelmente também tiveram importantes papéis na vitória.

## Consequências
Temendo uma vingança búlgara, Tomislau aceitou abandonar sua aliança com os bizantinos e, intermediado pelo legado papal Madalberto, firmou uma paz baseada no status quo.
Outra consequência foi que, uma grande parte do Tema da Macedônia passou novamente para o controle bizantino depois do acordo de paz entre búlgaros e bizantinos em 927.